# Le tour de la question
Le tour de la question è un album live di MC Solaar pubblicato nel 1998.

## Tracce
CD 1 :
1. Nitro
2. Zoom
3. A dix de mes disciples
4. Onzième commandement
5. La concubine de l'hémoglobine
6. Paradisiaque
7. Qui sème le vent récolte le tempo
8. Tournicoti
9. Séquelles
10. Caroline
11. Obsolète
12. Quand le soleil devient froid

CD 2 :
1. Illico presto
2. Gangster moderne
3. Nouveau western
4. La 5ème saison
5. Bouge de là
6. Victime de la mode
7. Wonderbra
8. Les temps changent
9. Galaktika
10. Dakota
11. Les boys bandent
12. Protège-tibia
13. Les temps changent (final)